# Czesław Petelenz
Czesław Karol Petelenz (ur. 1 czerwca 1879 w Sulistrowej, zm. 18 lub 20 grudnia 1949 w Brighton) – komandor Marynarki Wojennej, publicysta, działacz morski i żeglarski.

## Życiorys
Urodził się 1 czerwca 1879 w Sulistrowej jako syn Karola (1847-1930, nauczyciel, radca szkolny) i Franciszki z domu Kobuzowskiej herbu Mora (zmarła 1 marca 1890 w wieku 33 lat). Miał siostrę Marię (po mężu Stobiecka). W 1890 ukończył I klasę w C. K. Gimnazjum w Sanoku, gdzie jego ojciec do tego roku był dyrektorem szkoły.
Po maturze wstąpił w 1897 do Szkoły Aspirantów Morskich w Poli w Austro-Węgierskiej Marynarce Wojennej. Otrzymał stopień Seekadett I klasy i został oficerem pokładowym. Był absolwentem Akademii Marynarki Wojennej w Fiume i jednym z twórców polskiej Marynarki Wojennej po 1918 (jego nazwisko zostało wymienione na tablicy pamiątkowej, ustanowionej w 2010 w siedzibie Dowództwa Marynarki Wojennej RP). Po awansie na kapitana został przeniesiony w stan nieczynny w 1914. Po wybuchu I wojny światowej powołany do armii i mianowany dowódcą baterii nadbrzeżnej, następnie oficerem łączności w bazie morskiej Pola. Mianowany komandorem porucznikiem. U kresu wojny w 1918 działał w Komitecie Polskim w Poli, po czym wstąpił do Armii Polskiej we Francji gen. Józefa Hallera. 
30 lipca 1920 roku został przyjęty do Wojska Polskiego z byłej armii gen. Hallera, z zatwierdzeniem nadanego mu przez generała Hallera stopnia majora marynarki.
Zweryfikowany do stopnia pułkownika marynarki; po zmianie nomenklatury komandor. Został nieetatowym wykładowcą Tymczasowego Kursu Instruktorskiego w Toruniu, otwartego 20 marca 1921. W 1922 został szefem sztabu Kierownictwa Marynarki Wojennej. 22 grudnia 1924 zasiadł w składzie „Komisji dla ustalenia typów łodzi podwodnych potrzebnych dla marynarki polskiej” (ustalającej podstawowe dane taktyczno-techniczne dla okrętów podwodnych). Odbył studia w Paryżu, po czym od 15 października 1925 do 10 listopada 1926 pełnił funkcją komendanta Oficerskiej Szkoły Marynarki Wojennej w Gdyni. Następnie był dowódcą transportowca ORP Wilia. 27 kwietnia 1929 został mianowany zastępcą Kierownictwa Marynarki Wojennej. Pełniąc tę funkcję w 1927 uczestniczył w transporcie do brzegów Polski trumny z prochami Juliusza Słowackiego. Od 25 października 1929 był przewodniczącym komisji do odbioru ORP Ryś. Został przeniesiony w stan spoczynku z dniem 31 sierpnia 1931. 
Publikował w czasopismach „Sport Wodny”, „Przegląd Morski” (np. artykuły w 1930: Na marginesie procesu „Edgar Quinet”, Przed dziesięciu laty. Wspomnienia marynarza (1918-1919). 27 stycznia 1935 został prezesem Polskiego Związku Żeglarskiego.
Po wybuchu II wojny światowej przedostał się do Francji, potem do Wielkiej Brytanii, gdzie pozostał po zakończeniu wojny. Zmarł 18 lub 20 grudnia 1949.

## Ordery i odznaczenia
- Krzyż Niepodległości – 4 listopada 1933 „za pracę w dziele odzyskania niepodległości"[22]
- Krzyż Oficerski Orderu Odrodzenia Polski – 2 maja 1923 „w uznaniu zasług, położonych dla Rzeczypospolitej Polskiej na polu administracji wojskowej”[23][24][25]
- Krzyż Walecznych[9]
- Oficer Legii Honorowej (III Republika Francuska)[9]
- Krzyż Zasługi Wojskowej III klasy z mieczam i dekoracją wojenną (Austro-Węgry)[26]
- Brązowy Medal Zasługi Wojskowej z mieczami na wstędze Krzyża Wojskowego (Austro-Węgry)[26]
- Krzyż Wojskowy Karola (Austro-Węgry)[26]
- Medal Wojenny (Austro-Węgry)[26]
- Medal Jubileuszowy Pamiątkowy dla Sił Zbrojnych i Żandarmerii (Austro-Węgry)[26]
- Krzyż Jubileuszowy Wojskowy (Austro-Węgry)[26]
- Krzyż Pamiątkowy Mobilizacji 1912–1913 (Austro-Węgry)[26]